# Bulbophyllum paluense
Bulbophyllum paluense är en orkidéart som beskrevs av Leslie Andrew Garay och Wesley Ervin Higgins. Bulbophyllum paluense ingår i släktet Bulbophyllum och familjen orkidéer.
Artens utbredningsområde är Sulawesi. Inga underarter finns listade i Catalogue of Life.